# 中谷しのぶ
中谷 しのぶ（なかたに しのぶ、1988年9月 - ）は、読売テレビのアナウンサー。

## 来歴
兵庫県西宮市出身。父親の仕事の関係で、6歳から9歳までハワイ・マウイ島キヘイに在住。フラダンスを習っていた。
ハワイからの帰国後は、西宮市立鳴尾中学校、同志社香里高等学校を経て、同志社大学文学部英文学科を卒業。卒業後の2011年に、アナウンサーとして読売テレビに入社。同局にとっては、2009年に、一般職として採用した立田恭三をアナウンス部に転属させて以来の新人アナウンサーであった。
テレビ初出演は2011年4月13日放送の『朝生ワイド す・またん!』（以降す・またん!）で、新入社員研修でのスタジオ見学の際に新人アナウンサーとして紹介されている。森たけしアナに『頑張ります』という挨拶をした。5月27日放送の『ytvアナウンサー向上委員会 ギューン↑』で、卒業した川田裕美に替わり、ytv女子アナ向上委員会の入会が決定。
2011年8月27日放送の『NNNストレイトニュース』の関西ローカルニュースでニュース初鳴き。読売テレビが東京で収録する日本テレビ系列全国ネット番組の『秘密のケンミンSHOW』では、産前産後休暇に入った先輩アナウンサー（当時）・小林杏奈の後任で、2012年8月9日放送分から2014年10月放送分までデータ担当アナウンサーとして出演していた。
また、2013年に読売テレビが開局55周年を迎えるのを前に、2012年10月から開局55周年記念キャンペーンの隊長に任命される。10月28日からは、初の冠番組となるミニ番組『しのぶのGO!GO!happiness』（キャンペーンと連動したVTRロケ番組）『しのぶのGO!GO!ハピネス通信』（キャンペーン番組）『GO!GO!しのぶちゃんねる』（番組宣伝番組）が放送された。上記の3番組やキャンペーンCMには、ピンクのリボンで髪を結んだポニーテールに、ピンクと白を基調としたレトロ風のワンピース姿で登場していた。
2013年4月からは、『す・またん!』や、平日夕方のローカル報道・情報番組『かんさい情報ネットten.』（以降ten.）にもレギュラーで出演している。『ten.』では、「若一光司のMYSTERIOUS FILE」（水曜日のVTR取材コーナー）のリポーターとして出演を開始。当時の女性キャスター・林マオの産前産後休暇による番組卒業を機に、同年7月1日からは隔週火曜日以外の曜日、2014年10月からは全曜日でキャスターを兼務するようになった。
2014年10月から2016年3月までは、基本として毎週月・火曜日に、『す・またん!』の女性司会と『ten.』のメイン女性キャスターを兼務。『す・またん!』と『ten.』で別の衣装を着用するなど、変則的な勤務を続けてきた。2016年3月28日から上記の勤務を火曜日に限ってきたが、同年12月27日で降板するとともに、『ten.』キャスターとしての活動へ事実上専念。『ten.』のメインキャスターであった清水健が、2017年1月27日放送分で降板したため、同月30日放送分からは単独で全曜日のメインキャスターを務めている。読売テレビの女性アナウンサーで、平日夕方のローカルワイドニュース番組のメインキャスターを単独で務めた人物は、中谷が初めて。また、関西圏準キー局が平日の夕方に放送するワイドニュース番組のメインキャスターを単独で務める局員アナウンサーとしては、就任時点で現役最年少（28歳）だった。
2021年3月から2025年3月までは、『ウェークアップ』のキャスターを担当。全国ネット番組へのレギュラー出演は『秘密のケンミンSHOW』、午前中の生放送番組へのレギュラー出演は『す・またん!』以来だが、『ten.』のメインキャスターも月、木曜以外の曜日で継続した。
2023年4月21日、読売テレビ社員と結婚したことを、MCを務める『ten.』の番組内で発表した。結婚後も、担当番組に変更なく仕事を続け、業務上の姓名も「中谷しのぶ」のまま変更しない。

## 人物
- 身長は162 cm[3]。
- おとめ座[1]。
- 趣味は映画鑑賞、スナップ写真を撮りながらの散策。
- 特技はピアノと英語で、高校在学中に英検1級やTOEICで910点を取得したことがある[13]。ピアノは2001年に中学1年の時に『第7回KOBE国際学生音楽コンクール』奨励賞受賞、高校1年の時に『第10回KOBE国際学生音楽コンクール』A部門で奨励賞を受賞[14]、兵庫県学生ピアノコンクール高校部門優秀賞[15]、大学2年の時に『第9回大阪国際音楽コンクール』アマチュア部門（ヴィルトーゾコース）2位などの実績を持つ[16]。
- 高校時代に観た『ニューススクランブル』で、当時キャスターを務めていた横須賀ゆきのに憧れていて、彼女のような報道キャスターになることが夢だった語っている[17]。帰国後はずっと関西在住で、就職活動も関西の放送局（読売テレビと朝日放送と毎日放送を受験）しか受けてなかったとのこと。2013年7月からは後継番組の『ten.』でキャスターを務めていて、アナウンサーから報道記者を経て解説委員に転身した横須賀とも、2021年7月から毎週木・金曜日に同番組で共演している。
- 阪神タイガースのファンで、好きな選手は鳥谷敬[18]。
- 『す・またん!』で長らく共演してきた元アナウンス部長の森たけしからは、「こけし」と呼ばれている[19]。
- 運動全般が苦手なことを、自他共に認めている。しかし、『ten.』のメインキャスターを単独で務め始めた2017年には、同番組の出演者を代表して11月26日開催の第7回大阪マラソン・フルマラソンの部へ出場。マラソンへの挑戦は初めてだったが、6時間半以内で完走することを目標に[20]臨んだ結果、5時間35分32秒というタイムで完走した。
  - 読売テレビでは、マラソン未経験者の中谷と木島由利香（『す・またん』で中谷の降板後から気象キャスターを務める気象予報士）が「6時間半以内での完走」を目標に揃って参加することにちなんで、『ten.』と『す・またん』による番組対抗企画を実施。『ten.』代表の中谷と『す・またん』代表の木島のうち、代表ランナーが先にゴールへ到達した番組を「勝者」とみなした。さらに、2人から公約を募ったうえで、「敗者」になった場合に自身の公約に沿って「罰ゲーム」を課すことも決定。中谷は、「自分が負けたら、『す・またん!』のお天気コーナーを放送中に、木島の背後でフラダンスを披露する」という公約を掲げながら、2017年11月7日の公開合同練習で木島と共に「誓約書」へ署名した。
  - 実際のマラソンでは、先行した木島を、中谷が予想以上のハイペースで後半に猛追。終盤に2人の間でデットヒートを展開したものの、中谷は1分18秒差で木島の後塵を拝した[21]。このため、中谷は2017年12月6日（水曜日）の『す・またん!』で、6時45分頃から放送されたお天気コーナーに出演。極寒の屋外からの生中継ながら、半袖の衣装を身にまとってフラダンスを披露した。

## 出演番組

### 現在
- かんさい情報ネットten.（2013年4月1日から、コーナーリポーター → メインキャスター兼コーナーリポーター → メインキャスター）
  - 当初は「若一光司のMYSTERIOUS FILE」のリポーターを担当。2013年7月1日放送分から、月曜日および水 - 金曜日のキャスターも兼務。『秘密のケンミンSHOW』を降板した2014年10月以降は、火曜日のキャスターも担当している。
  - 2017年1月30日放送分から、単独でメインキャスターを務めている。当初は同年4月改編までの暫定措置であったが、同年2月27日の番組リニューアルを機に、メインキャスターへ正式に専任。2021年3月第2週からは、担当曜日を火 - 金曜日に、2023年からは火、水、金曜日に変更したうえで、月曜と木曜日分（2023年1月5日より）を黒木千晶が担当する。2025年4月からは水 - 金曜日に変更。
- 24時間テレビ 「愛は地球を救う」 （関西ローカルパート）
  - 2014年まで中継リポーター、2015年からはメインパーソナリティを担当[注 3]。
- 各種NNNニュース枠内ローカルニュース（不定期）

### 過去
- 朝生ワイド す・またん!（2011年10月5日 - 2016年12月27日）キャスター
  - 2011年10月5日 - 2012年3月30日 水・木曜日 お天気キャスター（週2回）
  - 2012年4月4日 - 9月28日 水 - 金曜日　お天気キャスター（週2〜3回）
  - 2012年10月3日 - 2013年3月29日 木・金曜日 司会、水 - 金曜日 お天気キャスター（週2〜3回）
  - 2013年4月1日 - 2016年3月22日 月・火曜日 司会（週2回）
  - 2016年3月29日 - 2016年12月27日 火曜日 司会（週1回）
    - 同僚アナウンサーで水・木・金曜日担当の吉田奈央が休演する場合にも、『ten.』への出演を続けながら、吉田の代役を務めることがあった。
    - 担当日には、直前番組の『もうすぐ す・またん!』および、番組内の『ZIP!』関西ローカルパートでもキャスターを務めた。2016年12月27日放送分で番組を離れたが、公式情報では「一旦離れる」という扱いで、今後の復帰に含みを残している[22]。
- デカ 黒川鈴木 第9話（2012年3月1日） - 虹ノ丘団地の住人 役
- 泣いたらアカンで通天閣（2013年3月25日から27日） - 本人 役
- しのぶのGO!GO!happiness（2012年10月28日から2013年10月31日）
- しのぶのGO!GO!ハピネス通信（2013年11月5日から2014年10月）ytvで『PON!』（日本テレビ制作）火 - 木曜日の同時ネットを実施していた時期に、11時台（ローカル差し替えパート[注 4]）で放送していた。ネットを終了した12月12日以降は、放送枠を木曜日の深夜に移動。ytvの開局55周年を記念したキャンペーン番組であるため、タイトルと同名のフリーペーパーも発行している。
- news zero（日本テレビ制作・日本テレビ系列全国ネット番組、2018年10月1日） - 有働由美子を第2代のメインキャスターに迎えた番組リニューアルの当日に、本庶佑（京都大学大学院特別教授）のノーベル生理学・医学賞受賞が発表されたことから、京都大学の地元局でもあるytvを代表して本庶への独占インタビュー（事前収録）を担当。その模様を収めた映像が、リニューアル後最初のニュースとして放送された。

以下の番組では、2014年10月から、同年入社の新人アナウンサー・増井渚（2016年3月で退社）が中谷の後任として出演。
- 秘密のケンミンSHOW（ytv制作・日本テレビ系列全国ネット番組）
  - 2代目データ担当アナウンサーとして、2012年8月9日から2014年10月まで、レギュラーでスタジオに出演していた。
  - 降板後の2015年10月29日放送分には、『ten.』メインキャスターおよび読売テレビアナウンサーの1人として、番組内のミニドラマ「『辞令は突然に…』second season 〜奥様はさすらいの女子アナ編〜大阪府・第2回」へ出演した。「夫・東京一郎（演：水沢駿）による大阪への転勤に同行したフリーアナウンサー・数寄屋橋はるみ（演：黛英里佳）が、『ten.』のリポーターへ起用される」という設定だったことによる。
- GO!GO!しのぶちゃんねる（2012年10月22日から2014年10月2日） - 2014年10月からは後輩アナウンサー・増井渚の出演による『GO!GO!なぎさちゃんねる』を放送。以降担当者の名前にちなんで『GO!GO!○○ちゃんねる』が慣例となる（○○は担当者の名が入る）。なお3代目までは「GO!GO!」であったが4代目からは「Let's GO!」となっている。
  - 初代ytvPR隊長[2]（当代〈初代〉・中谷しのぶ → 後任〈2代目〉・増井渚　→ 〈3代目〉・諸國沙代子　→ 〈4代目〉・黒木千晶　→ 〈5代目〉・中村秀香　→　〈6代目・最終代〉・澤口実歩　→　2019年9月30日でシリーズ完結）
- ytvアナウンサー向上委員会 ギューン↑（2011年6月10日から2018年8月16日、2020年9月25日、10月1日）10周年で復活。347回最多出場。
- ウキキのTV研究所（ytvサイト内、2011年から）
- ウェークアップ（2021年3月6日 -2025年3月29日 、総合司会）